# Рут Вілсон
Рут Ві́лсон (англ. Ruth Wilson; 13 січня 1982, Ешфорд, Велика Британія) — британська акторка кіно та театру. Найбільше відома ролями на телебаченні, зокрема здобула популярність головною роллю у телесеріалі «Джейн Ейр» 2006 року. Пізніше виконала помітні ролі: Еліс Морган у психологічній кримінальній драмі BBC «Лютер» (2013—2014, 2019), однойменний персонаж у фільмі «Місіс Вілсон» (2018), Маріса Култер у фантастичному серіалі BBC/HBO «Темні матерії», а також Елісон Локхарт у драматичному телесеріалі від Showtime «Коханці» (2014—2018).
Кавалер ордену Британської імперії.

## Біографія
Народилася 13 січня 1982 року в англійському містечку Ешфорд, що в графстві Суррей. Закінчила Лондонську академію музичного та драматичного мистецтва у 2005 році.

## Фільмографія
| Рік       |    | Українська назва                                   | Оригінальна назва                             | Роль                                                                        |
| --------- | -- | -------------------------------------------------- | --------------------------------------------- | --------------------------------------------------------------------------- |
| 2006—2007 | с  | Перестрілка за містом                              | Suburban Shootout                             | 10 серій. Джевел Діаманд (англ. Jewel Diamond)                              |
| 2006      | с  | Джейн Ейр                                          | Jane Eyre                                     | 4 серії. Джейн Ейр (англ. Jane Eyre)                                        |
| 2007      | тф | Захоплення Мері                                    | Capturing Mary                                | молода Мері (англ. Young Mary)                                              |
| 2007      | тф | Справжнє літо                                      | A Real Summer                                 | Мері Ґілберт / Джеральдін (англ. Mary Gilbert / Geraldine)                  |
| 2007      | кф | Геть з моєї землі                                  | Get Off My Land                               | жінка (англ. Woman)                                                         |
| 2007      | с  | Міс Марпл                                          | Miss Marple                                   | Епізод «Немезида» (англ. Nemesis). Джорджина Барроу (англ. Georgina Barrow) |
| 2008      | тф | Доктор, який чує голоси                            | The Doctor Who Hears Voices                   | Доктор Рут (англ. Dr Ruth)                                                  |
| 2008      | с  | Заморожування                                      | Freezing                                      | Епізод № 2. Елісон Феннел (англ. Alison Fennel)                             |
| 2009      | с  | В'язень                                            | The Prisoner                                  | 6 серій. Персонаж «313» / доктор (англ. 313 / Doctor)                       |
| 2009      | с  | Маленький острів                                   | Small Island                                  | 2 серії. Куїні (англ. Queenie)                                              |
| 2010      | тф | Лютер: Розширений погляд зсередини                 | Luther: Extended Inside Look                  | Еліс Морґан (англ. Alice Morgan)                                            |
| 2010—2019 | с  | Лютер                                              | Luther                                        | 12 серій. Еліс Морґан (англ. Alice Morgan)                                  |
| 2012      | ф  | Анна Кареніна                                      | Anna Karenina                                 | Княгиня Бетсі Тверська (англ. Princess Betsy Tverskoy)                      |
| 2013      | ф  | Лок                                                | Locke                                         | Картіна (англ. Katrina). Озвучування                                        |
| 2013      | ф  | Порятунок містера Бенкса                           | Saving Mr. Banks                              | Марґарет Ґофф (англ. Margaret Goff)                                         |
| 2013      | ф  | Самотній Рейнджер                                  | The Lone Ranger                               | Ребекка Рейд (англ. Rebecca Reid)                                           |
| 2014      | ф  | Французька сюїта                                   | фр. Suite Française                           | Мадлен Лабарі (англ. Madeleine Labarie)                                     |
| 2014—2019 | с  | Коханці                                            | The Affair                                    | 42 серії. Елісон Бейлі (англ. Alison Bailey)                                |
| 2015      | кф | Елеанор                                            | Eleanor                                       | Елеанор (англ. Eleanor)                                                     |
| 2016      | ф  | Я красуня, яка живе в домі                         | I Am the Pretty Thing That Lives in the House | Лілі (англ. Lily)                                                           |
| 2016      | кф | Повна прогулянка: все добре, що добре закінчується | The Complete Walk: All's Well That Ends Well  | Гелена (англ. Helena)                                                       |
| 2017      | ф  | Як розмовляти з дівчатами на вечірках              | How to Talk to Girls at Parties               | П. Т. Стелла (англ. PT Stella)                                              |
| 2017      | ф  | Темна ріка                                         | Dark River                                    | Еліс (англ. Alice)                                                          |
| 2017      | ф  | Національний театр наживо: Гедда Ґаблер            | National Theatre Live: Hedda Gabler           | Гедда Ґаблер (англ. Hedda Gabler)                                           |
| 2017      | кф | Смертельні години                                  | The Dying Hours                               | Еллі (англ. Ellie)                                                          |
| 2018      | ф  | Маленький незнайомець                              | The Little Stranger                           | Керолайн Айрес (англ. Caroline Ayres)                                       |
| 2018      | с  | Місіс Вілсон                                       | Mrs Wilson                                    | 3 серії. Елісон Вілсон (англ. Alison Wilson)                                |
| 2019—2022 | с  | Темні матерії                                      | His Dark Materials                            | 21 серія. Маріса Култер (англ. Marisa Coulter)                              |
| 2021      | ф  | Справжні речі                                      | True Things                                   | Кейт (англ. Kate)                                                           |
| 2021      | ф  | Осло                                               | Oslo                                          | Мона Джул (англ. Mona Juul)                                                 |
| 2022      | ф  | Як вони біжать                                     | See How They Run                              | Петула Спенсер (англ. Petula Spencer)                                       |
| 2023—нині | с  | Жінка в стіні                                      | The Woman in the Wall                         | Лорна Брейді (англ. Lorna Brady) — проєкт оголошено                         |
| 2023      | ф  | Андорра                                            | Andorra                                       | Міс Куей (англ. Miss Quay) — проєкт оголошено                               |
|           | ф  | Книга Рут                                          | The Book of Ruth                              | Рут Кокер Беркс (англ. Ruth Coker Burks) — проєкт оголошено                 |
|           | с  | Королеви натовпу                                   | Mob Queens                                    | проєкт оголошено                                                            |